# 'Ndrina La Rosa
I La Rosa sono una 'ndrina di Tropea. Alleata dei Mancuso di Limbadi, sono in faida con il clan rivale dei Piserà e dagli anni 2000 hanno iniziato un insediamento nel locale di Santa Domenica di Ricadi fino ad allora retto dalla locale 'ndrina dei Carone vicina ai Mancuso.

## Fatti recenti
- Nell'operazione Odissea vengono arrestati esponenti dei La Rosa, tra cui Antonio La Rosa.
- Il 16 febbraio 2011 la Guardia di Finanza sequestra beni dal valore di 6 milioni di euro ai La Rosa[3].
- Il 19 dicembre 2012 vengono arrestati dalla squadra mobile di Vibo Valentia 8 presunti affiliati ai La Rosa per omicidio, estorsione ai villaggi turistici di Tropea e traffico di armi. Dall'operazione si riscontra il forte legame con la cosca dei Mancuso[4].
- Il 20 aprile 2016 si conclude l'operazione Costa pulita di Polizia di Stato, Carabinieri e Guardia di Finanza contro i Mancuso ed in particolare contro la figura del boss Pantaleone Mancuso e le 'ndrine Accorinti, La Rosa e Grande che gestivano con soldi illegali anche i traghetti turistici per le isole Eolie. C'è stato un sequestro di beni di 70 milioni di euro. Gli Accorinti a Briatico avrebbero poi influenzato la tradizionale festa religiosa del paese che si svolge ogni 16 luglio, dedicata alla Madonna del Monte Carmelo. Viene infine accusato di concorso esterno in associazione mafiosa Andrea Niglia, presidente della Provincia di Vibo Valentia e sindaco di Briatico[5].

## Esponenti di spicco
- Antonio La Rosa, detto "Ciondolino" (1962), capobastone in carcere dal 2009.
- Francesco La Rosa, detto "U Bimbo".